# Papírový dům: Fenomén
Papírový dům: Fenomén (v angličtině Money Heist: The Phenomenon a ve španělskem originále La casa de papel: El fenómeno)  je španělský dokumentární film ze zákulisí seriálu Papírový dům, který měl premiéru 3. dubna 2020 na Netflixu.

## Synopse
Papírový dům: Fenomén vypráví o tom proč a jak se seriál Papírový dům stal globálním fenoménem, a zaměřuje se na jeho neočekávaný nárůst popularity, akvizici Netflixu a jeho dopad na kulturu po celém světě. Rozebírá produkci seriálu a zahrnuje rozhovory s tvůrci, herci a štábem pořadu.

## Obsazení
- Esther Martínez Lobato
- Javier Gómez Santander
- Alba Flores
- Miguel Herrán
- Álvaro Morte
- Itziar Ituño
- Jesús Colmenar
- Álex Pina
- Pedro Alonso
- Enrique Arce
- Jaime Lorente
- Darko Perić
- Úrsula Corberó
- Migue Amoedo AEC
- Sara Solomando
- Neymar
- Esther Acebo
- Cristina López Ferraz
- Javier Urosas
- Paco Tous
- Alex Rodrigo
- Abdón Alcañiz
- Najwa Nimri
- Hovik Keuchkerian
- Koldo Serra
- Rodrigo de la Serna
- Luka Peroš
- Fernando Cayo
- Sergio Santos